# Juan Regis Brozzi
Juan Regis Brozzi (Villa Ballester; 8 de febrero de 1920-Buenos Aires; 7 de octubre de 1987) fue un árbitro de fútbol internacional argentino.

## Trayectoria
Arbitró dos partidos en la Copa del Mundo de 1958, que fueron en la fase de grupos jugado entre Francia-Escocia (2:1) y el del tercer puesto entre Francia-Alemania (6:3). También dirigió tres duelos del Campeonato Sudamericano de 1955 y seis del de 1956.
Arbitró la vuelta y el desempate de la Copa Intercontinental 1963 entre el Santos FC-AC Milán. Según la mayoría de los aficionados italianos, lo habían comprado para el partido de vuelta.
El Milan ganó al Santos en la ida por 4-2 en Milán. En Río de Janeiro, los italianos se adelantaron después del primer tiempo por 2:0, pero en el segundo tiempo los jugadores del Santos anotaron cuatro goles y ganaron 4:2. El partido de desempate también fue arbitrado por él y Santos lo ganó por 1:0.